# Rater de Dominica
El rater de Dominica (Myotis dominicensis) és una espècie de ratpenat de la família dels vespertiliònids que es troba a les illes de Dominica i Guadeloupe.